# Вудхалл, Виктория
Виктория Вудхалл (англ. Victoria Woodhull; 23 сентября 1838[…], Нью-Йорк, Нью-Йорк, Homer, Огайо или Огайо — 9 июня 1927, Bredon, Вустершир) — американская общественная деятельница, суфражистка, одна из лидеров движения за предоставление женщинам избирательных прав. Сторонница концепции так называемой «свободной любви», под которой понимала свободу вступать в брак, разводиться и рожать детей без вмешательства государства. Активистка борьбы за права женщин и реформы трудового законодательства, а также первая женщина, основавшая еженедельную газету. Одновременно увлекалась спиритуализмом и пропагандировала вегетарианство; вместе с сестрой Теннесси Клафлин играла на бирже.

## Биография
Отец Виктории Бак Клафлин был мошенником и вымогателем, семье приходилось то и дело менять место жительства, спасаясь бегством от обманутых жертв и полиции. Бак Клафлин устраивал представления, в которых главную роль играли его симпатичные дочери. Виктория выступала в качестве девочки-медиума с предсказаниями, фокусами со столоверчением и спиритическими сеансами.
В 15 лет Виктория вышла замуж за врача Кэннинга Вудхалла. У них родилось двое детей: умственно отсталый мальчик и здоровая девочка. Семья поселилась в Сан-Франциско. Виктория занималась торговлей табаком, а также проституцией.
В 1865 году Виктория, расставшись с мужем, под псевдонимом «мадам Олланд» поселилась в штате Миссури, где открыла салон, предлагающий «чудодейственное лечение женских болезней при помощи ясновидения». Там она познакомилась с президентом железнодорожной компании Джеймсом Бладом и перебралась вместе с ним в Нью-Йорк, где она снабжала местных проституток противозачаточными тампонами из губки с уксусной пропиткой и наркотиками, а также занималась биржевыми спекуляциями, получая конфиденциальную информацию от клиентов проституток. Эту информацию Виктория передавала и миллиардеру Корнелиусу Вандербильту, «личным медиумом» которого она стала. Сестра же Виктории Теннеси стала любовницей Вандербильта.
В начале 1870 года сёстры создали брокерскую фирму «Вудхалл, Клафлин и Ко.» и наняли Джеймса Блада, поскольку биржевым маклером мог быть только мужчина. Клиентами же фирмы стали женщины. Затем Виктория вышла замуж за Блада.
Вечеринки сестёр все больше напоминали политический салон. Они призывали предоставить женщинам избирательное право, а Виктория через газету заявила о своём намерении баллотироваться в президенты США. В мае 1872 года в Нью-Йорке состоялся первый съезд Партии равных прав, созданной Викторией. Она выступала за восьмичасовой рабочий день, социальные пособия для неимущих, отмену смертной казни и архаичных брачных законов, реформу системы образования, создание международного трибунала для мирного решения спорных вопросов. На свои деньги Виктория учредила еженедельную газету «Woodhull & Claflin’s Weekly», посвященный женскому избирательному праву и спиритизму. На нью-йоркских муниципальных выборах она демонстративно пришла с группой женщин на избирательный участок, а когда им не дали проголосовать, то попыталась оспорить это в суде.
Виктория Вудхалл была вовлечена в деятельность Североамериканской федерации Первого интернационала, но возглавляемая ей секция № 12 была исключена из Интернационала Генеральным Советом и Гаагским конгрессом (1872). Её газета, «Woodhull & Claflin’s Weekly», в конце 1871 года первой в США напечатала английский перевод «Коммунистического манифеста».
В 1872 году вступила в конфликт с религиозным деятелем Генри Уордом Бичером, выходцем из влиятельной семьи и братом писательницы Гарриет Бичер-Стоу. В своей газете описала его супружеские измены. Это стало сенсацией. Но сёстрам Вудхалл предъявили обвинение в «распространении непристойных материалов». Восемь раз их арестовывали, но каждый раз освобождали под огромный залог. В итоге дело завершилось оправдательным приговором, но сёстры были разорены.
Затем, в 1883 году, Виктория, которая ещё в 1876 году развелась с Бладом, вышла замуж за банкира Джона Биддулфа Мартина, а после его смерти в 1901 году, унаследовав огромный капитал, стала заниматься благотворительностью.